# وفيق صفا
وفيق صفا (من مواليد عام 1960) هو مسؤول أمني لبناني وعضو بارز في حزب الله. بصفته رئيس وحدة الارتباط والتنسيق في حزب الله منذ أواخر الثمانينيات، ويتبع مباشرة للأمين العام للجماعة، يرأس صفا أجهزة الأمن التابعة لحزب الله ويدير علاقات الجماعة في السياسة اللبنانية. ويشار إليه أحيانًا باسم "وزير الدفاع" أو "وزير الداخلية" في حزب الله.
وكان ولاء صفا للزعيم الإسلامي اللبناني حسين الموسوي سببًا في طرده من حركة أمل في أوائل الثمانينيات. كان صفا لاحقًا عضوًا في الخلية المتورطة في تسهيل تفجيرات ثكنة بيروت عام 1983، إلى جانب إبراهيم عقيل، قبل أن ينضم إلى حزب الله في عام 1984.

## الحياة المبكرة والنشاط السياسي
ولدت صفا في بلدة زبدين التابعة لقضاء النبطية في جنوب لبنان عام 1960.
وكان صفا من أتباع الزعيم الإسلامي اللبناني حسين الموسوي. وقد أدى ولاء صفا للموسوي إلى طرده من حركة أمل، الجماعة الشيعية الرئيسية في لبنان، في أوائل الثمانينيات.
وكان صفا عضوًا في الخلية المتورطة في تسهيل تفجيرات ثكنة بيروت عام 1983، إلى جانب إبراهيم عقيل، وعلي ماجد، وعلي فتوني. قبل التفجير، طلب صفا 4000 رطل من المتفجرات من موردين لبنانيين وفلسطينيين، وبحسب معلومات استخباراتية إسرائيلية نقلتها صحيفة واشنطن بوست، فقد استغل صفا مخابئ المتفجرات في بيروت التابعة للقوات الموالية لسعيد المراغة.

## نشاطه مع حزب الله
في عام 1984 انضم إلى حزب الله وتدرج في صفوف الجماعة.
في عام 1987، عيّن الأمين العام لحزب الله حينها حسن نصر الله صفا رئيسًا للجنة الأمنية في الحزب، والتي أُعيدت تسميتها فيما بعد بوحدة الارتباط والتنسيق.
بصفته رئيس وحدة الارتباط والتنسيق في حزب الله الذي يقدم تقاريره مباشرة إلى نصر الله، يرأس صفا أجهزة الأمن التابعة لحزب الله ويدير علاقات حزب الله في السياسة اللبنانية. ويشار إليه أحيانًا باسم وزير الدفاع أو "وزير الداخلية" لحزب الله.
برز صفا في تسعينيات القرن العشرين باعتباره كبير المفاوضين لحزب الله بشأن الأسرى والرهائن. وفي عام 2008 نجح في إبرام صفقة تبادل أعادت بموجبها حزب الله جثتي الجنديين الإسرائيليين إلداد ريجيف و‌إيهود جولدواسر اللذين قتلا في عملية الوعد الصادق.
علي منتشة، العميل الإسرائيلي الذي أسره حزب الله في 25 أبريل/نيسان 2009، وتم تسليمه إلى قوات الأمن اللبنانية للتحقيق معه، اتهم بتكليفه بتقديم معلومات شخصية مفصلة عن صفا خلال السنوات التي احتجزت فيها المنظمة جنوداً من جيش الدفاع الإسرائيلي أسرى.
فرض مكتب مراقبة الأصول الأجنبية في الولايات المتحدة عقوبات على صفا في عام 2019، مشيرًا إلى أنه بالإضافة إلى دوره في رئاسة جهاز الأمن التابع لحزب الله، قام صفا بتهريب المواد غير المشروعة وتسهيل السفر لحزب الله عبر موانئ الدخول اللبنانية.
في مارس/آذار 2024، قام صفا بأول زيارة علنية لمسؤول من حزب الله إلى الإمارات العربية المتحدة للتفاوض على إطلاق سراح مواطنين لبنانيين مرتبطين بحزب الله محتجزين في الإمارات العربية المتحدة. وتأتي الزيارة في ظل تصاعد الصراع بين إسرائيل وحزب الله وتحسن العلاقات بين الإمارات وحزب الله.
بعد أن اغتالت إسرائيل العديد من كبار قادة حزب الله خلال حرب إسرائيل وحزب الله عام 2024، بما في ذلك حسن نصر الله و‌فؤاد شكر، تم استهداف صفا في غارة جوية في 10 أكتوبر في وسط بيروت. نجا صفا من الغارات الجوية التي قتلت 22 شخصًا آخر.

### الجدل
في عام 2021، هدد صفا بـ"اغتصاب" طارق بيطار، اللبناني الذي سيس التحقيق بجريمة انفجار المرفأ.
في 26 أبريل 2018، ظهرت تقارير تفيد بأن صفا قد تم القبض عليه بتهمة اختلاس 350 مليون دولار، والاتجار بالمخدرات، وغسيل الأموال. وفي وقت لاحق، نفت عائلته هذه الأنباء، وذكرت شبكة الميادين أن "صفا ينفي حقيقة اعتقاله".
في 18 أبريل/نيسان 2020، عرض برنامج على قناة الجديد التلفزيونية اللبنانية، ادعى أن صفا يملك 30 دونماً من العقارات المسجلة باسمه في بلدة النميرية، كما يملك عدة شركات تجارية مسجلة باسم ابنه. وأثار التقرير ضجة على مواقع التواصل الاجتماعي في البلاد، حيث طالب المستخدمون حزب الله بتقديم توضيحات بشأن سلوك صفا.